# Stade Boujemaa Kmiti
Stade Boujemaa Kmiti – stadion sportowy w Badży, w Tunezji. Obiekt może pomieścić 10 000 widzów. Swoje spotkania rozgrywają na nim piłkarze klubu Olympique Béja.